# Simulateur d'aube

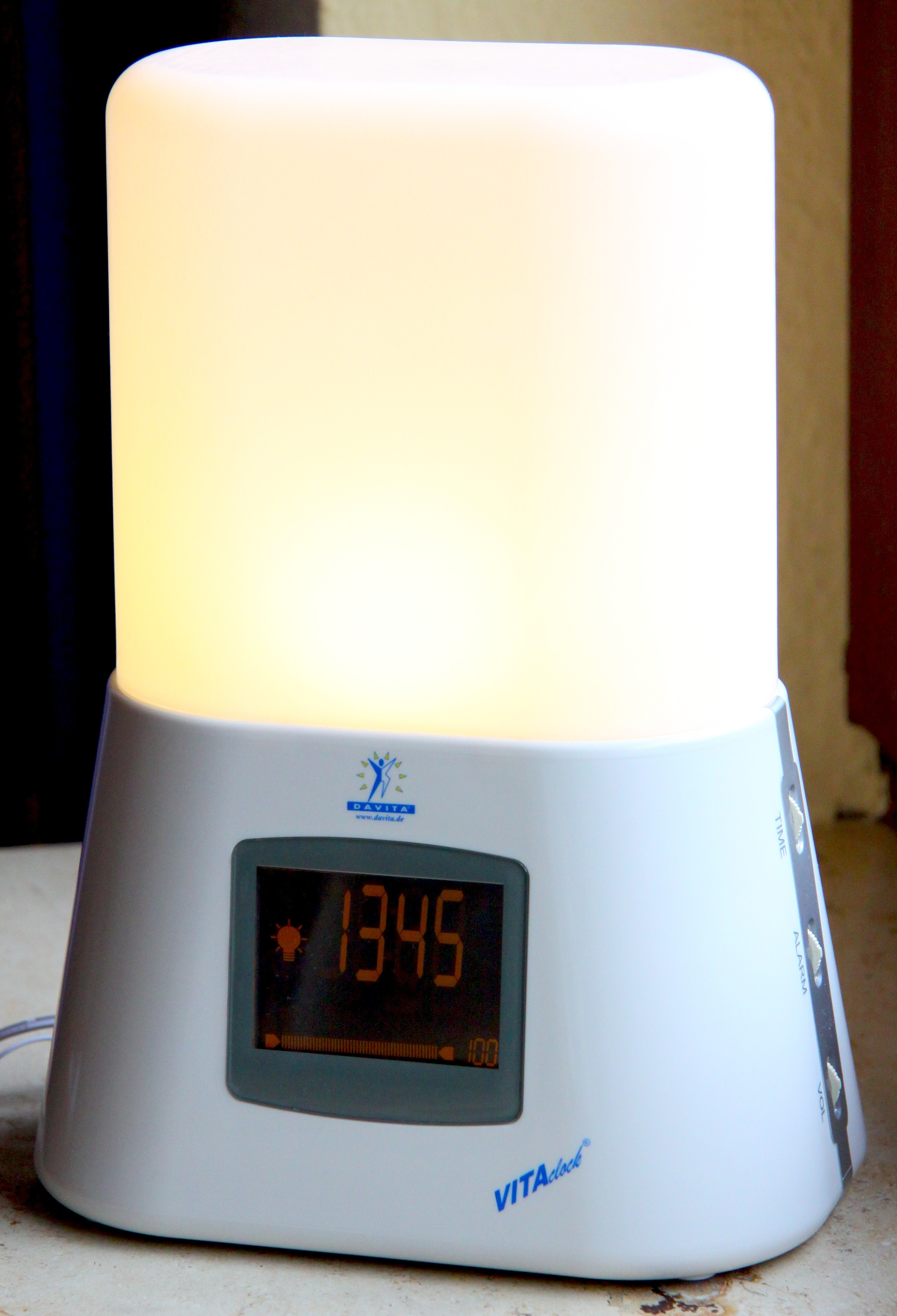
Un simulateur d'aube, appareil de luminothérapie

Un simulateur d'aube est un type de réveille-matin et un appareil de la luminothérapie qui permet de simuler la lumière de l'aube afin que le réveil ressemble à un réveil naturel (quelle que soit l'heure réelle de ce réveil).
Au lieu d'un réveil brusque avec une alarme stridente, les simulateurs d'aube offrent un réveil en augmentant progressivement la luminosité.
Les simulateurs d'aube sont basés sur le principe de la régulation du cycle du sommeil. Lorsque nous sommes exposés à la lumière, notre corps produit moins de mélatonine, une hormone qui nous aide à nous endormir. Au contraire, lorsque nous sommes exposés à l'obscurité, notre corps produit plus de mélatonine, ce qui nous aide à nous endormir plus facilement.
Les simulateurs d'aube utilisent cette idée en augmentant lentement la luminosité de votre chambre pour imiter le lever du soleil. Cela signifie que votre corps commence à produire moins de mélatonine et se prépare à se réveiller naturellement. Les simulateurs d'aube sont conçus pour vous réveiller plus naturellement et vous aider à vous sentir plus énergique et productif pendant la journée.
Outre leur fonction principale de simulateur d'aube, de nombreux appareils proposent également une variété de fonctions supplémentaires telles que des sons relaxants pour vous aider à vous endormir, des options de réveil par la radio ou des alarmes sonores, et des fonctionnalités de gradation automatique pour vous aider à vous endormir plus facilement.

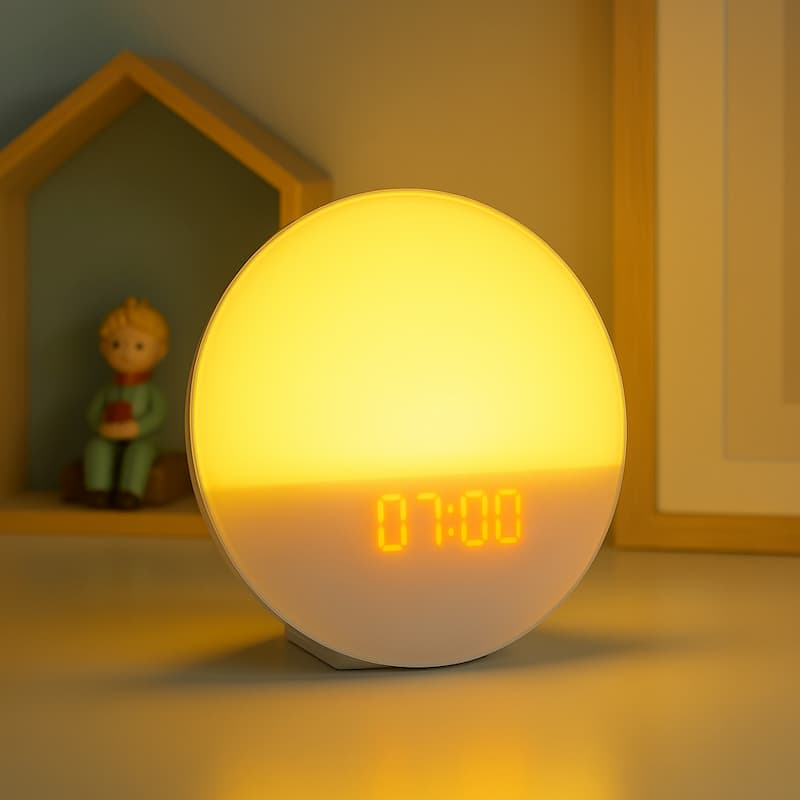
Réveil simulateur d'aube Bluetooth, 7 sons naturels, lumière progressive

Les simulateurs d'aube sont de plus en plus populaires auprès de ceux qui cherchent à améliorer leur sommeil et leur bien-être général. Les études montrent que les simulateurs d'aube peuvent aider à réguler le cycle du sommeil, à réduire les niveaux de stress et d'anxiété, et à améliorer l'humeur et la concentration.[réf. nécessaire]